# Crocallis tusciaria
Crocallis tusciaria är en fjärilsart som beskrevs av Moritz Balthasar Borkhausen 1793. Crocallis tusciaria ingår i släktet Crocallis och familjen mätare. Inga underarter finns listade i Catalogue of Life.

## Bildgalleri

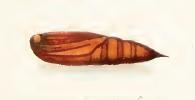
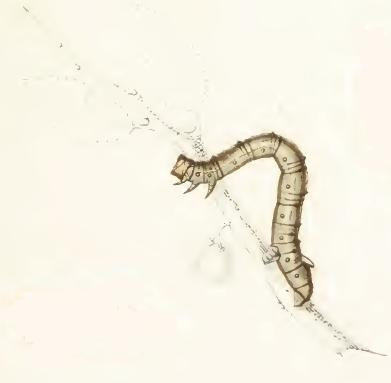